# Shpongle
Shpongle est un groupe britannique de musique trance psychédélique formé en 1996. Ce projet a vu le jour lors de l'association de Simon Posford (Hallucinogen) et de Raja Ram. Ce duo est considéré comme l'un des géniteurs du genre psybient - un style qui associe la musique du monde, la trance psychédélique et la musique ambient. Le style propre de ce groupe combine la musique traditionnelle du monde entier et les chants avec les sons contemporains des synthétiseurs - qui sont la base de la musique psychédélique. Lorsqu'il a été demandé à Simon Posford de décrire la musique de Shpongle, celui-ci répondit « c'est quelque chose d'inédit, vous n'avez jamais entendu cela par le passé. »
Simon Posford s'occupe essentiellement des synthétiseurs et du travail en studio tandis que Raja Ram contribue à la conception des thèmes musicaux et aux arrangements à la flute. Simon Posford a expliqué que le néologisme « shpongle » a été inventé par Raja Ram, alors qu'il était sous l'empire du LSD, en mélangeant plusieurs mots (spangled, stoned, monged, mashed), dans le but d'évoquer la sensation que lui avait procurée cet hallucinogène. La musique de Shpongle est fortement influencée par les expériences psychédéliques et utilise fréquemment des textures sonores qui simulent les états psychédéliques et d'hallucinations. Certains échantillons sonores décrivent ces sentiments comme le morceau, A New Way to Say 'Hooray,' avec la participation de Terence McKenna qui décrit les effets de la DMT. La DMT est également citée dans l'un des morceaux les plus populaires du premier album 'Divine Moments of Truth'.

## Biographie
Shpongle a joué dans de multiples concerts en live, et Simon Posford se produit fréquemment en tant que DJ. Raja Ram les accompagnaient occasionnellement à la flûte,. Les premières performances en live de Shpongle remontent à une soirée au Solstice Music Festival de Motosu Highland au Japon en juillet 2001. Ils reviennent jouer au Japon au réveillon du nouvel an en 2003 à la soirée New Maps Of Hyperspace du Tokyo Bay NK Hall en compagnie de 1200 Micrograms (dont Raja Ram) et Hallucinogen.
Avant la sortie de son quatrième album, Shpongle joue à guichet fermé dans le nord de Londres le 31 octobre 2008. le groupe était composé de Andy Gangadeen (batteries), Nogera (percussions), Chris Taylor (basse), Pete Callard (guitare), Harry Escott et Dick Trevor ; de Michele Adamson et Hari Om (chants), de trois danseurs, et pour une chanson uniquement (Nothing is Something Worth Doing) Manu Delago. Des soirées ont également été programmées pour les 7 et 9 mars 2009 à Sydney et Melbourne, en Australie, mais par la suite annulé à cause des promoteurs.
En 2009, Shpongle joue au Ozora Festival près d'Ozora, en Hongrie le 15 août et au Roundhouse les 30 et 31 octobre. Le duo revient à Moscou pour jouer au Milk le 12 décembre 2009.

## Discographie

### Albums studios
- Are You Shpongled? (1998)
- Tales of the Inexpressible (2001)
- Nothing Lasts...But Nothing Is Lost (2005)
- Ineffable Mysteries from Shpongleland (2009)
- Museum of Consciousness (2013)[11]
- Codex VI (2017)

### Singles
- Divine Moments of Truth (2000)
- Dorset Perception (2004)
- The God Particle (2010)

### Albums remixés
- Remixed (2003)
- Remixed volume 2 (2005)
- Unreleased Remixes (2008) (download only)

### DVD
- Live in concert at the Roundhouse London 2008 (2009)